# ماهی‌شناسی قومی
ماهی‌شناسی قومی (انگلیسی: Ethnoichthyology) رشته‌ای در انسان‌شناسی است که دانش انسان در مورد ماهی، استفاده از ماهی و اهمیت ماهی در جوامع مختلف انسانی را بررسی می‌کند. این دانش به داده‌های بسیاری از رشته‌های گوناگون دیگر، از جمله ماهی‌شناسی، اقتصاد، اقیانوس‌شناسی و گیاه‌شناسی دریایی متکی است. 
این حوزه از مطالعات می‌کوشد تا جزئیات تعامل انسان‌ها با ماهی، از جمله جنبه‌های شناختی و رفتاری را بفهمد. آگاهی از ماهی و راهکارهای زندگی و راهبردهای زیستی آنها برای ماهیگیران بسیار مهم است. به منظور حفظ گونه‌های ماهی، آگاهی از دانش سایر فرهنگ‌ها از ماهی نیز حائز اهمیت است. نادیده گرفتن تأثیر فعالیت‌های انسانی بر جمعیت ماهیان ممکن است گونه‌های ماهی را به خطر اندازد. 
دانش مربوط به ماهی‌ها را می‌توان از طریق تجربه، تحقیقات علمی یا اطلاعات منتقل شده از نسلی به نسل دیگر به‌دست آورد. برخی از عواملی که بر میزان دانش به‌دست آمده تأثیر می‌گذارد عبارتند از: ارزش و وفور انواع ماهی‌ها، سودمند بودن آنها در ماهیگیری و مدت زمانی که افراد برای مشاهده الگوهای زندگی و پیشینه رفتاری ماهی‌ها صرف کرده‌اند.